# Erythridula abolla
Erythridula abolla är en insektsart som först beskrevs av Mcatee 1920.  Erythridula abolla ingår i släktet Erythridula och familjen dvärgstritar. Inga underarter finns listade i Catalogue of Life.